# Вікімедіа Бельгія
Вікімедіа Бельгія, відома також як англ. Wikimedia Belgium, фр. Wikimédia Belgique, нід. Wikimedia België та нім. Wikimedia Belgien є бельгійським відділенням Фонду Вікімедіа, утвореного як неприбуткова асоціація.
Як і Wikimedia CH (Швейцарія), асоціація у своєму національному масштабі займається розвитком вікіпроєктів трьома офіційними мовами країни: нідерландською, французькою та німецькою мовами, і використовуючи також англійську як одну з робочих мов.

## Історія
Ця асоціація була створена 8 жовтня 2014 року в Брюсселі групою користувачів, яка вже щорічно організовувала фотоконкурс «Вікі любить пам'ятники Бельгія і Люксембург» а також місячники у Вікіпедії.
Зважаючи на складність двох лінгвістичних груп, було потрібно 5 років підготовки для створення проєкту під ініціативою Мартена Денекере, який був обраний першим президентом при поданні законодавчих статутів асоціації.
На початку 2019 року Вікімедіа Бельгія була занесена до реєстру на сайті Фонду короля Бодуена.

## Діяльність
Основними цілями асоціації є:
- сприяти вільному доступу та обміну всіма знаннями, особливо орієнтуючись на регіональний, федеральний та європейський рівні;
- сприяти вирішенню соціальних, культурних та правових питань, пов'язаних із вільними даними та вільними знаннями;
- заохочення консультацій та відповідальний внесок у проєкти Вікімедіа за допомогою презентацій, книг, відео чи інших засобів масової інформації;
- сприяти організації подій, які поділяють їх цінності;
- співпрацювати з культурними організаціями, асоціаціями чи установами і заохочувати їх до надання вмісту для широкої громадськості за відповідною ліцензією;
- підвищити обізнаність про проєкти Вікімедіа.

Wikimedia Belgique підтримує спільноти проєктів всіма мовами, зокрема на нідерландській, англійській, французькій та німецькій мовах, а також на проєктах, присвячених люксембурзькій, західно-фламандській, лімбургзькій та валлонській мовам.

### Проєкти та партнерства
Один з аспектів роботи асоціації полягає у формуванні партнерських відносин з закладами культури (музеями, бібліотеками тощо), для представлення матеріалів, що зберігають ці установи у проєктах Вікімедіа. Наприклад встановлені партнерстваа з такимим організаціями, як :
- IRPA, Брюссель;
- PACKED vzw[nl], Гент;
- Open Knowledge Belgium, Брюссель;
- FOSDEM, Брюссель;
- Mons 2015, Монс.

Асоціація співпрацює з іншими франкомовними Вікімедіями та афілійованими робочими групами в рамках WikiFranca, зокрема протягом щорічного місячника внеску (Mois de la contribution). Також, Wikimedia Belgique підтримує волонтерів відшкодуванням витрат. Додаткову інформацію можна знайти на сторінці політики компенсацій.

## Членство
Членство в Wikimedia Belgique відкрите для всіх фізичних осіб, включаючи тих, хто проживає за межами Бельгії. Членство для редакторів проєктів Вікімедіа є безкоштовним. Від інших членів очікується щорічна пожертва мінімум 20 євро.

## Рада директорів
посилання=https://nl.wikipedia.org/wiki/Bestand:Wikimedia_Belgium_board_in_2024.jpg|міні|Керівництво Вікімедіа Бельгія у 2024 році
За статутом, рада директорів може складатись з 3–9 осіб (кількість обирається на загальних зборах) терміном на 2 роки. Голова обирається членами ради на рік.
Станом на січень 2020, рада директорів складається з:
- Голова — Герт Ван Памель (Geert Van Pamel)
- Член правління відповідальний за Культурне різноманіття, знання та освіту (англ. Cultural Diversity, knowledge, and education) — Ліонель Шепманс (Lionel Scheepmans);
- Член правління відповідальний за Гендерні питання та різноманітність (англ. Gender and Diversity) — AnneJea
- Член правління відповідальний за Проєкти та заходи (англ. Projects and activities) — Майк Ніколай (Mike Nicolaye)